# Elly Hutton
Elly Hutton, född 2 juni 1976, är en australisk friidrottare. Hon deltog vid olympiska sommarspelen 2000.